# Protriptylin

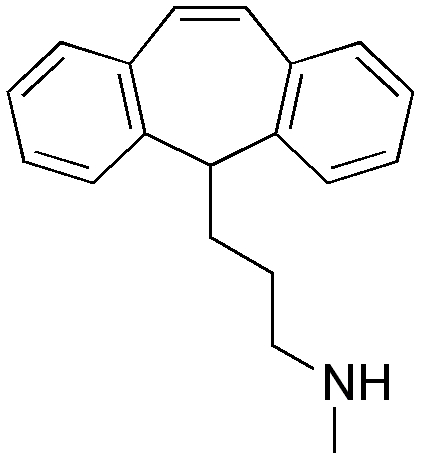
Strukturformel

Protriptylin är ett antidepressivt medel, inte narkotikaklassat. Varunamn i Sverige för ämnet är Concordin. Medlet är numera avregistrerat.